# SelectaDNA
Selecta DNA est une entreprise britannique spécialisée dans les systèmes de marquage de biens à base d'ADN synthétique, qui fait ses preuves en matière de prévention et de réduction de la délinquance[réf. nécessaire]. Cette technologie avancée est brevetée et distribuée dans plus de 20 pays avec une activité en constante expansion.

## Le concept
Les produits de SelectaDNA sont disponibles sous forme de gel ou de spray. Ils contiennent un code ADN unique, destinés à marquer des biens pour les identifier de manière unique. Ce code est enregistré dans une base de données sécurisée, ce qui permet, si un objet est retrouvé après un vol et après décodage par un laboratoire forensique, d'identifier le propriétaire réel.
Les produits Selecta DNA contiennent de l'ADN réel, mais de synthèse, pour le différencier de l'ADN humain. L'ADN synthétique utilisé dans SelectaDNA est en chaîne courte, plus résistant que l'ADN humain.

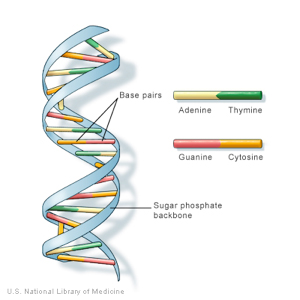
Court brin d'ADN légendé

D'autre part, SelectaDNA propose des dispositifs pour marquer des suspects, soit par aspersion, soit par un tir analogue à un pistolet.